# Participium
Participium (latin: egtl. 'deltageform', fordi det er et verbum, der tager del i adjektivernes bøjning og brug, efter græsk metoché (μετοχή)) = tillægsmåde, en bøjningsform af verberne.
Dansk og de andre germanske sprog har to participier, en præsens participium aktiv (f.eks. syngende) og en perfektum participium passiv (PPP) (f.eks. sungen/-et). Det passive participium bruges især i forbindelse med verberne have og være til at omskrive perfektum (han har sunget) og med verbet blive til at udtrykke passiv (den bliver sunget), men det kan også bruges adjektivisk (en højt besungen dåd). Det aktive participium kan næsten kun bruges adjektivisk (en syngende mand) og har i det almindelige sprog aldrig objekt (han gik syngende en sang er dårligt dansk, *det den syvende salme syngende kor er umuligt dansk).
Den engelske form, der historisk svarer til det danske participium på -ende, nemlig formen på -ing.: he is writing a letter. Det bruges som subjekt i en sætning, hvor de fleste sprog bruger infinitiv: writing a letter is not easy. Det bruges, når et verbum skal styres af en præposition, hvor dansk ligeledes bruges infinitiv: the book is about writing letters. Og det bruges til at danne adverbielle ledsætninger: having written the letter, he went home. Sidstnævnte anvendelse er ved at trænge ind i dansk, men regnes stadig ikke for god stil.
Den engelsk -ing-form kaldes 'the gerund', der dækker over gerundium (substantivisk brug) og gerundiv (adjektivisk brug). 